# كهيري (تشابهار)
كهيري (بالفارسية: کهیری) هي قرية تقع في قسم باهوكلات الريفي (مقاطعة تشابهار) في إيران. يقدر عدد سكانها بـ 319 نسمة بحسب إحصاء 2016.